# Gilbert Pratt
Pour les articles homonymes, voir Pratt.
Gilbert Pratt est un réalisateur, scénariste et acteur américain né le 16 février 1892 à Providence, Rhode Island (États-Unis), et mort le 10 décembre 1954 à Los Angeles (États-Unis).

## Filmographie

### Comme réalisateur
- 1917 : Lui... et les policemen (Pinched) coréalisé avec Harold Lloyd
- 1917 : Move On
- 1918 : The One Night Stand
- 1918 : The Tip
- 1918 : The Big Idea
- 1918 : Lui au club mystérieux (The Lamb)
- 1918 : Hit Him Again
- 1918 : Beat It
- 1918 : It's a Wild Life
- 1918 : Lui est un fameux trésor (The Non-Stop Kid)
- 1918 : Modern Palace (The City Slicker)
- 1918 : Sic 'Em, Towser
- 1918 : Passez muscade (Are Crooks Dishonest?)
- 1918 : That's Him
- 1918 : Bees in His Bonnet
- 1918 : Eau de jouvence (Hear 'Em Rave)
- 1918 : Farms and Fumbles
- 1918 : Bumps and Boarders
- 1919 : Wanted - $5,000
- 1919 : Une excursion mouvementée (Going! Going! Gone!)
- 1919 : Damsels and Dandies
- 1919 : Love and Lather
- 1919 : Girlies and Grubbers
- 1919 : Harems and Hookum
- 1919 : Flips and Flops (en)
- 1919 : Zip and Zest
- 1919 : Vamps and Variety
- 1919 : Caves and Coquettes
- 1919 : Rubes and Robbers
- 1920 : Knights and Knighties
- 1920 : Throbs and Thrills
- 1921 : High & Dry
- 1921 : Fast and Furious
- 1921 : Fool Days
- 1922 : Gee Whiskers
- 1922 : A Studio Rube
- 1922 : His Inheritance Taxi
- 1922 : All Balled Up
- 1922 : The Egg
- 1922 : A Bully Pair
- 1922 : Mud and Sand (Rigolo toréador / Laurel dans l'arène)
- 1923 : Rolling Home
- 1923 : Pluto somnambule
- 1923 : Simple Sadie
- 1923 : Three Cheers
- 1923 : Mark It Paid
- 1924 : Laughing Gas
- 1924 : Lonesome
- 1924 : Cornfed
- 1924 : Grandpa's Girl
- 1924 : Court Plaster
- 1925 : Sea Legs
- 1925 : Love Goofy
- 1925 : Don't Tell Dad
- 1925 : Keep Smiling
- 1925 : Are Parents Pickles?
- 1925 : Whistling Lions
- 1926 : Hayfoot, Strawfoot?
- 1926 : Fight Night
- 1926 : The Heavy Parade
- 1926 : Smith's Visitor
- 1926 : A Harem Knight
- 1926 : Smith's Uncle
- 1927 : Three Glad Men
- 1927 : The Unsocial Three
- 1927 : Old Tin Sides
- 1927 : Smith's Surprise
- 1927 : You're Next
- 1927 : Heavy Hikers
- 1927 : What Price Dough
- 1927 : How High Is Up?
- 1927 : Campus Romeos
- 1929 : Going Ga-ga
- 1929 : His Baby Daze
- 1930 : Camera Shy
- 1931 : The Hasty Marriage
- 1932 : Seal Skins
- 1933 : L'Amour guide
- 1934 : Elmer and Elsie
- 1936 : Boys Will Be Girls

### comme scénariste
- 1919 : Flips and Flops (en)
- 1926 : Alice Be Good
- 1926 : Smith's Visitor
- 1927 : Clancy's Kosher Wedding
- 1927 : Le Don Juan du cirque (Two Flaming Youths)
- 1928 : Deux Honnêtes Fripouilles (Partners in Crime) de Frank R. Strayer
- 1928 : The Big Killing de F. Richard Jones
- 1928 : The Farmer's Daughter
- 1929 : His Big Moment
- 1929 : His Big Minute
- 1929 : Don't Be Nervous
- 1936 : Sans foyer (Timothy's Quest) de Charles Barton
- 1940 : En croisière (Saps at Sea)
- 1941 : Yumpin' Yimminy!
- 1946 : Beer Barrel Polecats

### comme acteur
- 1915 : College Days : Tom Pierson
- 1915 : Shorty Among the Cannibals
- 1915 : Shorty's Troubled Sleep
- 1917 : Lonesome Luke on Tin Can Alley
- 1917 : Lonesome Luke's Honeymoon
- 1917 : Lonesome Luke, Plumber
- 1917 : Stop! Luke! Listen!
- 1917 : Lonesome Luke, Messenger
- 1917 : Lonesome Luke's Wild Women
- 1917 : Lonesome Luke Loses Patients
- 1917 : Birds of a Feather
- 1917 : From Laramie to London
- 1917 : Love, Laughs and Lather
- 1917 : Clubs Are Trump
- 1917 : We Never Sleep
- 1919 : The Chicken Hunters
- 1920 : Clever Cubs
- 1920 : A Close Shave (it)
- 1932 : Law of the North : Sheriff